# Dave Hill (acteur)
David 'Dave' Hill (Skipton, 16 oktober 1945) is een Brits acteur.

## Carrière
Hill begon in 1967 met acteren in de televisieserie Armchair Theatre, waarna hij in nog meer dan 135 televisieseries en films speelde. Hij speelde in onder andere Coronation Street (1970-1971 en 1982), Grange Hill (1991), Ruth Rendell Mysteries (1989-1992), Chef! (1996) en EastEnders (2006-2007).

## Filmografie

### Films
Selectie:
- 2005 Derailed - als Mike Appleby
- 1997 The Full Monty - als Alan
- 1988 The Nature of the Beast - Oggy
- 1985 Turtle Diary - als taxichauffeur
- 1982 The Draughtsman's Contract - als mr. Herbert
- 1982 Britannia Hospital - als Jeff

### Televisieseries
Selectie:
- 2022 After Life - als oude man in verzorgingshuis - 4 afl.
- 2018 Girlfriends - als Frank - 3 afl.
- 2017 Porridge - als Joe Lotterby - 6 afl.
- 2006-2017 EastEnders - als Bert - 95 afl.
- 2014 The Mill - als Abraham Whittaker - 6 afl.
- 2011-2012 Skins - als Dewi - 2 afl.
- 2005 Rocket Man - als Huw Masters - 6 afl.
- 2004 My Life as a Popat - als Alf Saviour - 4 afl.
- 2004 Silent Witness - als mr. Hall - 2 afl.
- 2001-2002 Linda Green - als Frank Green - 10 afl.
- 1998-2000 City Central - als PC Pete Redfern - 31 afl.
- 1996 Chef! - als Cyril - 6 afl.
- 1995 Cracker - als mr. Franklin - 2 afl.
- 1993 London's Burning - als Charlie Ross - 3 afl.
- 1989-1992 Ruth Rendell Mysteries - als deputy chief constable Freeborn - 12 afl.
- 1991 Grange Hill - als Steven Farrington-Booth - 4 afl.
- 1990 Harry Enfield's Television Programme - als Freddie - 4 afl.
- 1970-1982 Coronation Street - als Tony Parsons (1970-1971) / Frank Hurst (1982) - 10 afl.
- 1973 Sam - als Barratt - 4 afl.